# Canton de Brassac
Le canton de Brassac est une ancienne division administrative française, située dans le département du Tarn en région Midi-Pyrénées.

## Géographie
Ce canton était organisé autour de Brassac dans l'arrondissement de Castres. Son altitude variait de 333 m pour Cambounès à 1 137 m pour Castelnau-de-Brassac, avec une moyenne de 578 m.

## Histoire
- Par ordonnance royale du 29 décembre 1819, la commune de Castelnau est distraite du canton de Vabre et réunie au canton de Brassac[1].

- De 1833 à 1848, les cantons d'Anglès et de Brassac (Castelnau-de-Brassac) avaient le même conseiller général. Le nombre de conseillers généraux était limité à 30 par département[2].

- Le canton est supprimé par le décret du 17 février 2014 qui entre en vigueur lors des élections départementales de mars 2015[3]. Il est englobé dans le canton des Hautes Terres d'Oc.

## Représentation

### Conseillers généraux de 1833 à 2015
| Période | Période          | Identité                               | Étiquette          | Qualité                                                                                     |
| ------- | ---------------- | -------------------------------------- | ------------------ | ------------------------------------------------------------------------------------------- |
| 1833    | 1839             | Louis Boulade                          |                    | Notaire royal, Brassac                                                                      |
| 1839    | 1848             | Antoine du Bernard                     | Droite             | Avocat puis magistrat Président du Tribunal d'Albi, Conseiller à la Cour Royale de Toulouse |
| 1848    | 1865             | Paul Ouradou                           | Droite             | Propriétaire, maire de Brassac (1843-1848, 1851-1867), conseiller d'arrondissement          |
| 1865    | 1870             | Charles du Bernard                     | Droite             | Avocat, propriétaire                                                                        |
| 1870    | 1871             | Isidore Bouisset                       | Républicain        | Maire de Brassac (1848-1851, 1867-1876)                                                     |
| 1871    | 1896 (décès)     | Charles du Bernard                     | Droite             | Maire de Castelnau-de-Brassac (1871-1896)                                                   |
| 1896    | 1898 (décès)     | Baron René Reille-Soult-Dalmatie       |                    | Colonel de la Garde Nationale mobile Commandant une brigade de la Deuxième Armée de Paris   |
| 1899    | 1906 (démission) | Baron Amédée Reille-Soult-Dalmatie     | Républicain rallié | Ancien officier de marine Député (1899-1914)                                                |
| 1906    | 1913             | Xavier Dubernard                       | Conservateur       | Propriétaire, maire de Castelnau-de-Brassac (1904-1908)                                     |
| 1913    | 1919             | Paul Foucher-Delbosc                   | Républicain        | Notaire, maire de Castelnau-de-Brassac                                                      |
| 1919    | 1940             | François Reille-Soult- duc de Dalmatie | PDP                | Propriétaire-agriculteur Député (1919-1924, 1928-1940)                                      |
|         |                  |                                        |                    |                                                                                             |
| 1942    | 1945             | André Veaute (1890-1961)               |                    | Industriel Maire de Castelnau-de-Brassac Nommé conseillr départemental en 1942              |
|         |                  |                                        |                    |                                                                                             |
| 1945    | 1951             | François Reille-Soult- duc de Dalmatie | MRP                | Propriétaire-agriculteur Député (1945-1958)                                                 |
| 1951    | 1964             | Charles Dubernard                      | DVD apparenté MRP  | Propriétaire Maire de Brassac (1944-1965)                                                   |
| 1964    | 1994             | Max Caminade                           | DVD                | Agent d'assurances Maire de Brassac (1965-2001)                                             |
| 1994    | 2015             | Jean-Claude Guiraud                    | DVG                | Médecin, maire de Brassac depuis 2014 Vice-président du conseil général                     |

### Conseillers d'arrondissement (de 1833 à 1940)
| Période                                  | Période                | Identité                          | Étiquette    | Qualité |
| ---------------------------------------- | ---------------------- | --------------------------------- | ------------ | --- |
| 1833                                     | 1839                   | Arthur Veaute                     |              | Propriétaire à Castres                                                                                      |
| 1839                                     | 1848                   | Paul Ouradou                      |              | Propriétaire à Brassac                                                                                      |
| 1848                                     |                        | Gabriel Pech du Verdier fils ainé |              | Négociant à Brassac                                                                                         |
|                                          |                        |                                   |              | |
| 1895                                     | septembre 1895 (décès) | Théodore Maraval (1827-1895)      | Droite       | Négociant, propriétaire du château de Bonnéry, Cambounès                                                    |
|                                          |                        |                                   |              | |
| 1919                                     | 1931                   | Paul Maffre                       | Conservateur | Notaire à Brassac                                                                                           |
| 1931                                     | 1940                   | Adrien Fabre                      | Droite       | Cultivateur à Castelnau-de-Brassac                                                                          |
| 1940                                     |                        |                                   |              | Les conseils d'arrondissement ont été suspendus par la loi du 12 octobre 1940 et n'ont jamais été réactivés |
| Les données manquantes sont à compléter. |                        |                                   |              | |

## Composition
Le canton de Brassac comprenait cinq communes et comptait 3 342 habitants, selon la population municipale au 1er janvier 2012.
| Communes             | Population (2012) | Code postal | Code Insee |
| -------------------- | ----------------- | ----------- | ---------- |
| Le Bez               | 834               | 81260       | 81031      |
| Brassac              | 1 363             | 81260       | 81037      |
| Cambounès            | 343               | 81260       | 81053      |
| Castelnau-de-Brassac | 754               | 81260       | 81062      |
| Le Margnès           | 48                | 81260       | 81153      |

## Démographie
| 1962  | 1968  | 1975  | 1982  | 1990  | 1999  | 2012  |
| ----- | ----- | ----- | ----- | ----- | ----- | ----- |
| 3 534 | 3 798 | 3 626 | 3 596 | 3 427 | 3 347 | 3 342 |